# 浮士德的天譴
《浮士德的天譴》（法語：La damnation de Faust）為白遼士所作，一部為管絃樂與人聲（包含合唱團）編寫的作品，他稱這種作品型式為「傳奇劇」（légende dramatique）。劇本由白遼士與剛朶尼爾（Almire Gandonnière）依據歌德的作品浮士德（奈瓦爾（Gérard de Nerval）翻譯的版本）編寫而成，並於1846年在巴黎首演。這部作品經常在音樂廳中演出，偶而也會視為歌劇上演。其中的三段，匈牙利進行曲（Marche hongroise）、妖精芭蕾（Ballet des sylphes）與幽靈的小步舞曲（Menuet des follets）有時會抽出來獨自演出。

## 大綱

### 第一部分
浮士德身處匈牙利的山間（這部分是由白遼士加入的，原作中並無此段），他聽到了農夫們的歌唱與舞蹈，但是發現自己沒有辦法和他們一樣如此快樂。遠方傳來進行曲的聲音，匈牙利的士兵們在山林中行軍。

### 第二部分
浮士德相當的沮喪，甚至想要自殺。但是當他拿起一杯毒藥，準備一飲而盡時，他聽到教堂的鐘聲與復活讚美詩的歌聲響起。這讓浮士德改變心意想要繼續活下去。突然，惡魔麥菲斯特出現，他要帶著浮士德去旅行，而浮士德也答應了。麥菲斯特帶他去一家小酒館，其中一個酒客布蘭德（Brander）唱了老鼠之歌。接著他又在惡魔唱完跳蚤之歌後，即興創作了一首諷刺性的聖詩賦格。浮士德覺得噁心，並詢問麥菲斯特還要帶他去看什麼，有沒有什麼其他可看的？於是惡魔帶著他來到鄉間，並對他施法讓他愛上一個叫做瑪格利特（Marguerite）的女人（其實只是幻影）。浮士德在沉睡中不斷作夢，醒來後不斷呼喊著瑪格利特的名字。惡魔要幫助浮士德得到她，於是他們兩人就走到瑪格利特住的小鎮中，躲在學生與軍人的群體中。

### 第三部分
浮士德與惡魔偷偷潛入瑪格利特的家中。瑪格利特走近，並唱著"世界盡頭的王"這首歌。惡魔走出瑪格利特的家中，並在她家的四周跳起幽靈的小步舞曲。浮士德這時候出現在瑪格利特面前，而瑪格利特向他承認，他就是她夢中的那個人。他們唱起愛的二重唱，但此時惡魔突然闖入並告訴浮士德他們現在非得離開不可，因為瑪格利特的媽媽正帶著鄉人回家。浮士德與瑪格利特道別後，與惡魔離開。

### 第四部份
瑪格利特坐在家中唱著"紡紗歌"，並等著浮士德回來。雖然學生與軍人又再度行進，但這次浮士德並不在其中。場景轉到森林中，浮士德唱著"向自然祈禱"。這時惡魔告訴浮士德一個壞消息，瑪格利特因為不小心給她母親吃了太多安眠藥而造成她母親死亡，她現在被捕入獄且隔天即將被吊死。浮士德相當驚慌，而惡魔告訴浮士德說她可以解救瑪格利特，但是浮士德必須出賣他的靈魂，於是浮士德簽了這份出賣靈魂的同意書。他們兩人騎上馬奔馳準備去搭救瑪格利特，但是浮士德看到週邊的景象越來越奇怪，內心的不安也越來越強烈。他們突然停下來，浮士德聽到鐘聲響起，這代表已經很接近瑪格利特行刑的時間了，他們繼續加速。但是週遭的景象卻越來越恐怖，越來越奇怪，有從天空上漂下的血雨，路旁也隨處可見骨骸。最終他們來到了地獄。地獄的惡魔王子問麥菲斯特，浮士德是否出賣了他的靈魂，他說是。這時惡魔的合唱唱起勝利之歌，讚頌惡魔王子與圍繞著麥菲斯特跳舞。

### 尾聲
合唱團唱個地獄的恐怖與神秘。接著化身為神的瑪格利特降臨，因為浮士德所簽的這份文件，讓瑪格利特從死亡中獲得救贖而上天堂。

## 延伸阅读
- La damnation de Faust：国际乐谱典藏计划上的乐谱
- （法語） Libretto （页面存档备份，存于）
- On Berlioz's Damnation of Faust （页面存档备份，存于） by Jacques Barzun. Special Disc Jockey Pressing Recorded Autumn 1954
- La damnation de Faust 22. Februar – medici.TV （页面存档备份，存于） – Orchestre National du Capitole – Wiener Singverein – Tugan Sokhiev